# NGC 5572
NGC 5572 este o radiogalaxie situată în constelația Boarul. A fost descoperită în 13 mai 1883 de către Édouard Stephan⁠(d).